# Laurel und Hardy: Twice Two
Twice Two (deutsch: Dick und Doof als Ehemänner / Zweimal Zwei / Glückliche Frauenherzen) ist eine US-amerikanische Kurzfilm-Komödie mit dem Komikerduo Laurel und Hardy in den Hauptrollen. Der Film entstand 1933 unter der Regie von James Parrott.

## Handlung
Laurel ist mit der Schwester von Hardy (gespielt von Ollie) und Hardy mit der Schwester von Laurel (gespielt von Stan) verheiratet. Die Doppelhochzeit hat vor einem Jahr stattgefunden. Stan und Ollie arbeiten im selben Büro. In der gemeinsamen Wohnung der beiden Ehepaare entwickeln sich einige Gags, bei denen es um Telefone geht. Dann beginnen die Ehefrauen mit Vorbereitungen für ein großes Überraschungsabendessen, mit dem der erste Hochzeitstag gefeiert werden soll. Dabei landet eine Torte auf Mrs. Laurels Kopf, was ihr eine unheimliche Ähnlichkeit mit Elizabeth I., von der ein Porträt an der Esszimmerwand hängt, verleiht. Als Stan und Ollie eintreffen ist es unvermeidlich, dass sich die beiden Damen während der ganzen Party streiten. Schließlich kommt ein Lieferjunge mit einer weiteren Torte an, die Mrs. Laurel von der erbosten Mrs. Hardy ins Gesicht geworfen wird.

## Produktion
Der vom 8. bis 15. Dezember 1932 in den Hal Roach Studios gedrehte Film kam am 25. Februar 1933 im Verleih von MGM in die Kinos.
Laurel tritt in Twice Two zum zweiten Mal in Frauenkleidern als Hardys Frau auf; das erste Mal war 1929 in That’s My Wife. Laurel war auch 1930 in Another Fine Mess in Frauenkleidern zu sehen, als er sich gegenüber Mietinteressenten als Dienstmädchen ausgab. Später trat Laurel noch zweimal in Frauenkleidern auf, 1940 in A Chump at Oxford und schließlich 1943 in Jitterbugs.
Twice Two war der letzte Laurel & Hardy-Film unter der Regie von James Parrott.
Für den gemeinsamen Auftritt der zwei Paare sorgte Special-Effects-Fachmann Roy Seawright mit der Split-Screen-Technik.

## Kritik
Der Film erhielt bei den Kritikern überwiegend eine niederschmetternde Aufnahme und wird mitunter als der schwächste der Kurzfilme von Laurel und Hardy bezeichnet. Es reiche nicht, zweimal Torten in den Gesichtern anderer landen zu sehen, um eine Komödie zu schaffen. Als irritierend wird auch die Tonaufnahmetechnik der synchronisierten Ehefrauen eingestuft, da dieses schwierige Unterfangen zu Unterbrechungen des spielerischen Ablaufs geführt habe.
Dave Lord Heath vertritt eine Mindermeinung und hält Twice Two für grandios.